# Ióannész Lüdosz
Ióannész Laurentiosz Lüdosz (Ἰωάννης ὁ Λυδός, Joánisz Lidósz, (490 – 552 után) bizánci író.
A lüdiai Philadelphiában született. I. Anasztasziosz és Iusztinianosz alatt magas rangú hivatalokat viselt, 552-ben azonban kegyvesztett lett és elhagyni kényszerült a császári udvart elhagyni kényszerült. Ezután életét az irodalomnak szentelte. Három irata maradt ránk, latin címükön: Demensibus, De magistratibus reip. Rom., De ostentis. Az elsőből csak töredékeink vannak. A különben babonás és kritikátlan szerző művei nagyon fontosak, mert Lüdosz régi, de mára már elveszett forrásokból (Nigidius és Labeo) merített.